# No Charge (álbum)
No Charge es un álbum de estudio de la cantante estadounidense Melba Montgomery. Fue publicado en abril de 1974 a través del sello discográfico Elektra Records.

## Recepción de la crítica
Un escritor no especificado de la revista Cash Box escribió: “Un estilo vocal refrescante y un enfoque fresco para interpretar su música le dan a su música una sinceridad inconfundible que está marcada por los talentos muy especiales de Melba”. Un escritor no especificado de la revista Record World escribió: “Montgomery pone su impresionante talento en esta colección de sólidas melodías country. Pete Drake ha producido un álbum bien equilibrado que destaca la capacidad de Melba para interpretar una canción como pocos pueden hacerlo”. Un escritor no especificado de Billboard describió No Charge como “un álbum clásico con una pila completa de grandes cortes”.

## Lista de canciones
| Lado uno |                                      |                               |          |  |
| N.º      | Título                               | Escritor(es)                  | Duración |  |
| 1.       | «No Charge»                          | Harlan Howard                 | 3:10     |  |
| 2.       | «I Think I'd Like to Love Again»     | Larry Ballard                 | 2:28     |  |
| 3.       | «Then to Now»                        | Sorrelis Pickard              | 2:12     |  |
| 4.       | «My Feel Good Sure Feels Fine»       | Melba Montgomery Jack Solomon | 2:07     |  |
| 5.       | «Loving You (Was All I Ever Needed)» | Stan Kesler Bobby Wood        | 2:55     |  |
| 6.       | «How Are Things in Tulsa»            | Dave Kirby Curly Putman       | 3:26     |  |

| Lado dos |                                     |                          |          |  |
| N.º      | Título                              | Escritor(es)             | Duración |  |
| 1.       | «Hickman County Blues»              | David Allan Coe          | 2:36     |  |
| 2.       | «Country Child»                     | Wild Bill Emerson        | 2:35     |  |
| 3.       | «Stay Til I Don't Love You Anymore» | Johnny Virgin            | 2:59     |  |
| 4.       | «I Can't Move No Mountain»          | Danny Samson Ruby VanNoy | 2:46     |  |
| 5.       | «I'll Give You All of Me Then»      | Buzz Rabin               | 2:41     |  |
| 6.       | «Love, I Need You»                  | Montgomery Solomon       | 3:18     |  |

## Créditos y personal
Créditos adaptados desde las notas de álbum de No Charge.
Músicos
- Melba Montgomery – voz principal
- Bob Moore – bajo eléctrico
- Pig Robbins – piano
- Buddy Harmon – batería
- Larry Sasser – steel guitar, dobro
- Pete Drake – steel guitar
- Weldon Myrick – steel guitar
- Dave Kirby – guitarra líder
- Harold Bradley – guitarra acústica
- Jack Solomon – guitarra acústica
- Tommy Alsup – guitarra bajo
- Shorty Lavender – violín tradicional
- Johnny Gimble – violín tradicional
- Buddy Spicher – violín tradicional
- Gary S. Paxton Singers – coros
- The Nashville Edition – coros

Personal técnico
- Pete Drake – productor, arreglos, mezclas
- Stan Kesler – ingeniero de audio
- Terry Dunavan – masterización
- Glen Christensen – director artístico
- Shiah Grumet – diseño de portada
- Joel Brodsky – fotografía

## Posicionamiento

### Gráfica semanal
| Gráfica (1974)                                    | Pico de posición |
| ------------------------------------------------- | ---------------- |
| Estados Unidos (Billboard Hot Country LP's)       | 14               |
| Estados Unidos (Cash Box Top Country LP's)        | 4                |
| Estados Unidos (Record World Country Album Chart) | 9                |

### Gráfica de fin de año
| Gráfica (1974)                             | Pico de posición |
| ------------------------------------------ | ---------------- |
| Estados Unidos (Cash Box Top Country LP's) | 54               |